# Jean René Constant Quoy

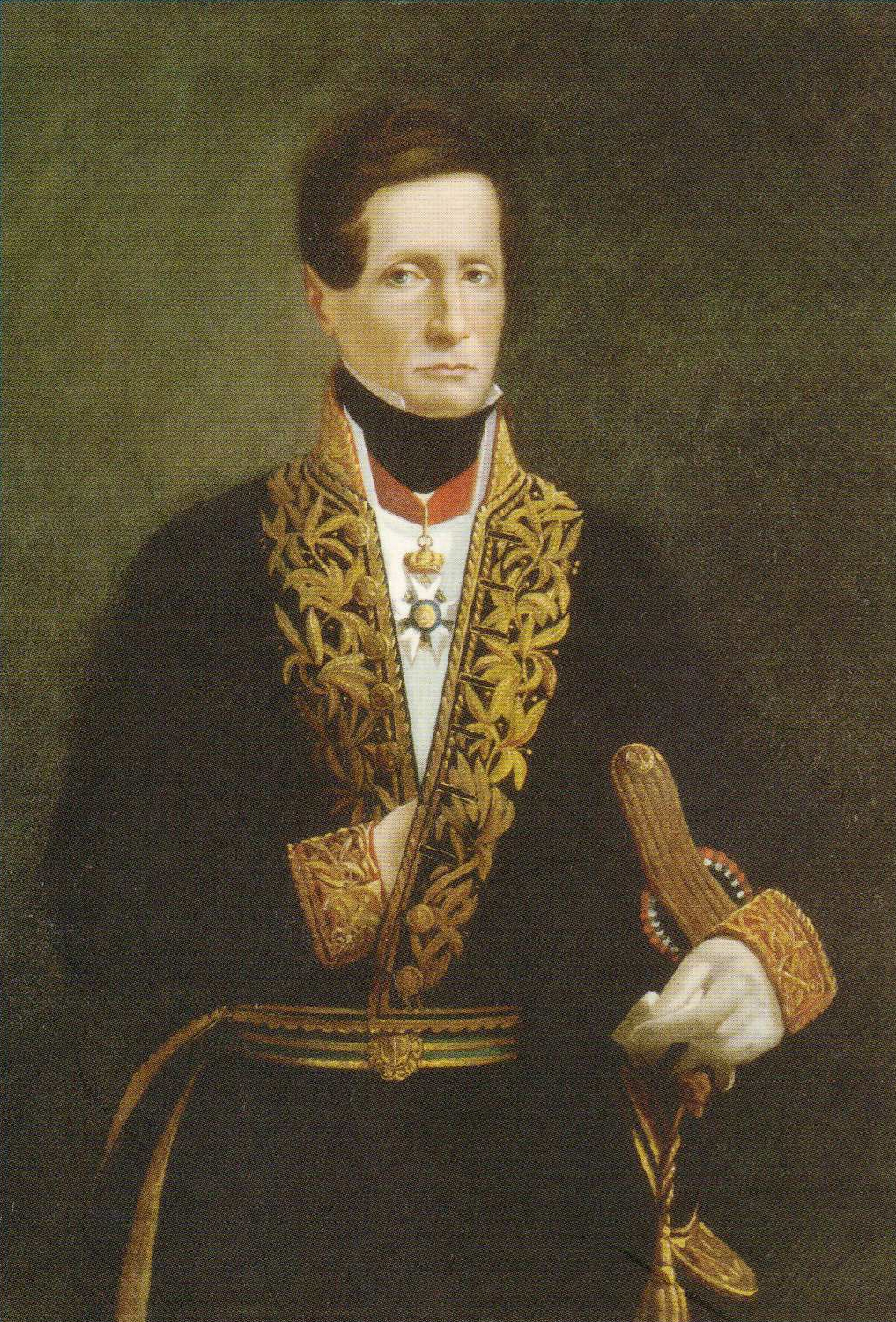
Jean René Constant Quoy

Jean René Constant Quoy (* 10. November 1790 in Maillé, Département Vendée; † 4. Juli 1869 in Rochefort-sur-Mer) war ein französischer Schiffsarzt, Zoologe und Anatom. Als Schiffsarzt und Naturforscher nahm er 1817 bis 1820 auf der Fregatte L’Uranie an der Weltumsegelung Louis de Freycinets teil. Seine zweite Weltumsegelung absolvierte er 1826 bis 1829 an Bord der Astrolabe unter dem Kommando von Jules Dumont d’Urville.

## Jugend und frühe Laufbahn
Jean René Constant Quoy wurde am 10. November 1790 in Maillé bei Maillezais im Süden der Vendée als eines von sechs Kindern einer seit Generationen im Nivernais tätigen Familie von Ärzten geboren. Er verbrachte seine Kindheit bei einer Tante in Saint-Jean-de-Liversay im Département Charente-Maritime. Mit gerade 16 Jahren trat er im November 1806 in die École de médecine navale de Rochefort ein und begann eine Ausbildung zum Chirurgen. Bereits im August 1807 wurde er zum „Chirurg 3. Klasse“ ernannt und im November begann er seinen Dienst als Marinearzt auf verschiedenen Kriegsschiffen. Die Fahrten waren meist Patrouillen vor der französischen Atlantik- und Mittelmeerküste, es kam dabei mehrfach zu Seegefechten. Zwei längere Fahrten führten Quoy bis nach Guadeloupe und Réunion. 1813 wurde er auf Dauer in das Korps der Marineärzte aufgenommen und 1814 promovierte er an der Universität Montpellier.

## Weltumsegelung 1817 bis 1820
Am 17. September 1817 stach die Korvette Uranie unter ihrem Kommandanten Louis de Freycinet in See. An Bord waren Quoy und Joseph Paul Gaimard Schiffsärzte und Zoologen, Botaniker war Charles Gaudichaud-Beaupré. Weitere bedeutende Teilnehmer der Reise waren der Marinehydrologe Louis Isidore Duperrey, der einige Jahre später selbst Kommandant einer Forschungsreise wurde, der Zeichner Jacques Arago und Freycinets heimlich an Bord gebrachte Ehefrau Rose de Freycinet.
Die Reiseroute führte von Toulon über Gibraltar und Teneriffa nach Rio de Janeiro und weiter über die Kapkolonie, Mauritius Réunion zur Shark Bay an der westaustralischen Küste. Danach führte die Route durch den Pazifik mit Stationen in Timor, Neuguinea, Guam und Hawaii nach Sydney. Auf der Rückfahrt erlitt die Uranie am 14. Februar 1820 in einer Bucht der Falklandinseln Schiffbruch. Dabei ging ein großer Teil der wissenschaftlichen Ausbeute verloren, überwiegend botanische Sammlungsexemplare von Gaudichaud-Beaupré. Erst nach zwei Monaten wurden die Schiffbrüchigen von der US-amerikanischen Mercury gerettet. Freycinet kaufte das Schiff und benannte es in La Physicienne um. Die Expedition endete am 13. November 1820 mit dem Einlaufen der Physicienne in den Hafen von Marseille. Von den 126 Mitgliedern der Besatzung starben während der Reise nur sieben, weitere 38 desertierten.
Die Expedition galt als großer wissenschaftlicher Erfolg und als Ermutigung zu weiteren naturkundlichen Forschungsreisen. Die Bearbeitung des gesammelten Materials nahm nach der Rückkehr mehrere Jahre in Anspruch. Quoy verfasste mit seinem Kollegen Gaimard mehrere Veröffentlichungen. Ihr Band Zoologie du voyage des Corvettes l’Uranie et la Physicienne, der 1824 in Paris erschien, enthielt eine Reihe von Erstbeschreibungen, von denen einige bis heute gültig sind. Jean René Quoy wurde nach der Rückkehr zum Chirurgen 1. Klasse befördert und zum Professor für Anatomie an der École de médecine navale de Rochefort ernannt. Er wurde im April 1824 als korrespondierendes Mitglied in die Académie nationale de médecine aufgenommen und im Mai 1825 zum Ritter der Ehrenlegion ernannt.

## Weltumsegelung 1826 bis 1829
Am 25. April 1826 verließ die Korvette Astrolabe unter dem Kommando von Jules Dumont d’Urville den Hafen von Toulon. Neben naturwissenschaftlichen Forschungen war ein Ziel der Reise die Aufklärung des Schicksals des seit fast vierzig Jahren mit zwei Schiffen verschollenen Jean-François de La Pérouse. An Bord der Astrolabe befanden sich 13 Offiziere und 66 Mannschaften. Als Schiffsärzte und Zoologen waren wiederum Jean René Quoy und Joseph-Paul Gaimard sowie Pierre Adolphe Lesson an Bord. Quoy und Gaimard waren wieder als Zoologen und Lesson als Botaniker mit Forschungsaufgaben betraut.
Die Reiseroute führte über die Kapverdischen Inseln und Rio de Janeiro und um das Kap Hoorn nach dem australischen Hafen Port Jackson. Dort erhielt die Expedition von Charles Frazer, dem Direktor der Royal Botanic Gardens von Sydney, zahlreiche neu entdeckte Pflanzen für das Muséum national d’histoire naturelle, die sofort mit einem Postschiff nach Paris geschickt wurden. Die Reise der Astrolabe ging weiter über Tasmanien nach Neuseeland und zu verschiedenen Stationen im Pazifik wie Tonga, Fidschi und Neuguinea. Bei der Ankunft in Hobart im Dezember 1827 erfuhr die Besatzung, dass auf Vanikoro Überreste der beiden Schiffe von La Pérouse gefunden worden sind. Am 21. Februar 1828 landete die Astrolabe auf Vanikoro. Es konnten nur noch wenige Hinweise auf die Schiffe La Pérouses gefunden werden, aber die Besatzung feierte am Strand eine Messe und errichtete ein Denkmal. Die weitere Reise führte über Guam nach Niederländisch-Indien, wo ein längerer Aufenthalt in Batavia eingelegt wurde. Auf der Rückreise mussten im November 14 erkrankte Mitglieder der Besatzung, darunter der Schiffsarzt Gaimard, auf Mauritius zurückgelassen werden. Die Astrolabe erreichte am 24. Februar 1829 Marseille.
Die Ergebnisse der Forschungsreise wurden in der Fachwelt mit Begeisterung aufgenommen. Sie wurden während der Jahre 1830 bis 1835 in 12 Textbänden und 4 Tafelbänden veröffentlicht. Die vier Textbände zur Zoologie – mit Ausnahme der Entomologie – wurden wieder von Quoy und Gaimard verfasst.

## Nach den Reisen
Quoy nahm seine anatomische Lehrtätigkeit an der École de médecine navale de Rochefort wieder auf und wurde bis 1836 wiederholt befördert. Im Mai 1830 wurde er zum Korrespondenten der Académie des sciences gewählt. In den folgenden Jahren nahm er rege am akademischen Leben in Paris teil. Ein Jahr lang diente er in Toulon, wo eine Cholera-Epidemie grassierte, und anschließend zehn Jahre lang in Brest. 1848 wurde er zum Inspecteur en chef de santé de la Marine ernannt, dem höchsten Dienstposten der französischen Militärmedizin und einem Divisionsgeneral vergleichbar. In dieser Position reformierte er das Gesundheitswesen der französischen Marine, indem er in jedem Marinehafen ständig Krankenschwestern und Marineärzte bereithielt und eine Altersgrenze für Marineärzte einführte. Er selbst ging im November 1858 in den Ruhestand. Die letzten zehn Jahre seines Lebens verbrachte er, wie seine Kindheit, in Saint-Jean-de-Liversay.

## Ehrungen

### Mitgliedschaften
- Korrespondierendes Mitglied der Académie nationale de médecine (April 1824)
- Korrespondent der Académie des sciences (Mai 1830)

### Verdienstorden
- Chevalier de la Légion d’Honneur (22. Mai 1825)
- Officier de la Légion d’Honneur (26. April 1845)
- Commandeur de la Légion d’Honneur (31. Dezember 1852)[3]

### Dedikationsnamen (Auswahl)
Die folgenden Taxa wurden nach Jean René Constant Quoy benannt:
Mollusken
- Ischnochiton quoyanus J. Thiele, 1910
- Pleuroloba quoyi (H. Adams & A. Adams, 1854)
- Terebra quoygaimardi Cernohorsky & Bratcher, 1976

Krebstiere
- Pilumnus quoyi H. Milne-Edwards, 1834

Fische
- Galapagos-Stierkopfhai Heterodontus quoyi (Fréminville, 1840)
- Hyporhamphus quoyi (Valenciennes, 1847)
- Scarus quoyi (Valenciennes, 1840)

Reptilien
- Eulamprus quoyii Duméril & Bibron, 1839[4]

Vögel
- Melloria quoyi (Lesson & Garnot, 1827)

Pflanzen
- Quoya Gaudich.

## Werke
- Epistola dominae G. de nonnulis pavoris effectibus. Dissertation, Montpellier 1814
- mit Joseph Paul Gaimard: Zoologie du voyage des Corvettes l’Uranie et la Physicienne. Paris 1824; Textband – Internet Archive / Tafelband – Internet Archive.
- mit Joseph Paul Gaimard: Notice sur les mammifères et les oiseaux de la Baie de Chiens-Marins et de la Nouvelle-Galles Sud; sur leurs moeurs et leur distribution géographique. In: Annales des sciences naturelles 1825, Band 5, S. 476–491; Textarchiv – Internet Archive.
- mit Joseph Paul Gaimard: Zoologie. 4 Textbände und 1 Tafelband: Band 1, Band 2, Teil 1, Band 2, Teil 2, Band 3, Teil 1, Band 3, Teil 2, Band 4, Tafelband. Gehört zu Jules Dumont d’Urville (Hrsg.): Voyage de Découvertes de L’Astrolabe exécuté par ordre du Roi pendant les années 1826-1827-1828-1829 sous le commandement de M. J. Dumont d’Urville. J. Tastu, Paris 1830–1835, 12 Textbände und 4 Tafelbände.

### Erstbeschreibungen (Auswahl)
Pfeilwürmer
- Sagitta Quoy and Gaimard, 1827

Nesseltiere
- Abyla Quoy & Gaimard, 1827
- Abyla trigona Quoy & Gaimard, 1827
- Astroides Quoy & Gaimard, 1827
- Ceratocymba sagittata (Quoy & Gaimard, 1827)
- Enneagonum Quoy & Gaimard, 1827
- Enneagonum hyalinum Quoy & Gaimard, 1827
- Hippopodius Quoy & Gaimard, 1827
- Modeeria rotunda (Quoy & Gaimard, 1827)
- Octophialucium funerarium (Quoy & Gaimard, 1827)
- Pandea conica (Quoy & Gaimard, 1827)
- Phlyctenactis tuberculosa (Quoy & Gaimard, 1833)
- Praya dubia (Quoy & Gaimard, 1827)
- Rhizostoma luteum (Quoy & Gaimard, 1827)
- Rosacea Quoy and Gaimard, 1827
- Rosacea plicata Quoy and Gaimard, 1827
- Tiaranna rotunda (Quoy and Gaimard, 1827)

Mollusken
- Murexsul octogonus (Quoy & Gaimard, 1833)
- Pleurobranchaea maculata Quoy & Gaimard, 1834
- Styliola subula (Quoy & Gaimard, 1827)

Krebstiere
- Alepas univalvis (Quoy & Gaimard, 1827)

Fische
- Anguilla marmorata Quoy & Gaimard, 1824
- Falscher Skorpionfisch Centrogenys vaigiensis (Quoy & Gaimard, 1824)
- Rhamdia quelen (Quoy & Gaimard, 1824)
- Scorpaenodes guamensis (Quoy & Gaimard, 1824)

Vögel
- Melanodera melanodera (Quoy & Gaimard, 1824)
- Percnohierax leucorrhous (Quoy & Gaimard, 1824)
- Rollandtaucher Rollandia rolland (Quoy & Gaimard, 1824)
- Sprosserrohrsänger Acrocephalus luscinius (Quoy & Gaimard, 1830)
- Schiefschnabel (Anarhynchus frontalis) Quoy & Gaimard, 1830

Säugetiere
- Streifen-Langnasenbeutler Perameles bougainville Quoy & Gaimard 1824